# أنتونيا ياكوبيسكو
أنتونيا كلارا ياكوبيسكو (بالرومانية: Antonia Clara Iacobescu)‏ هي مغنية وعارضة أزياء ومقدمة برامج رومانية ولدت في يوم 12 أبريل 1989 في مدينة بوخارست عاصمة رومانيا، بعمر الخمس سنوات انتقلت مع عائلتها إلى الولايات المتحدة وعاشت في يوتا و نيفادا، بعدها بدأت هناك بالعمل كعارضة أزياء وفي سنة 2009 بدأت مشوارها الغنائي.

## وصلات خارجية
- أنتونيا ياكوبيسكو على موقع ميوزك برينز (الإنجليزية)
- أنتونيا ياكوبيسكو على موقع ديسكوغز (الإنجليزية)

- الموقع الرسمي